# Nemesvid
Nemesvid là một thị trấn thuộc hạt Somogy, Hungary. Thị trấn này có diện tích 18,38 km², dân số năm 2010 là 729 người, mật độ 40 người/km².